# 졸로치우

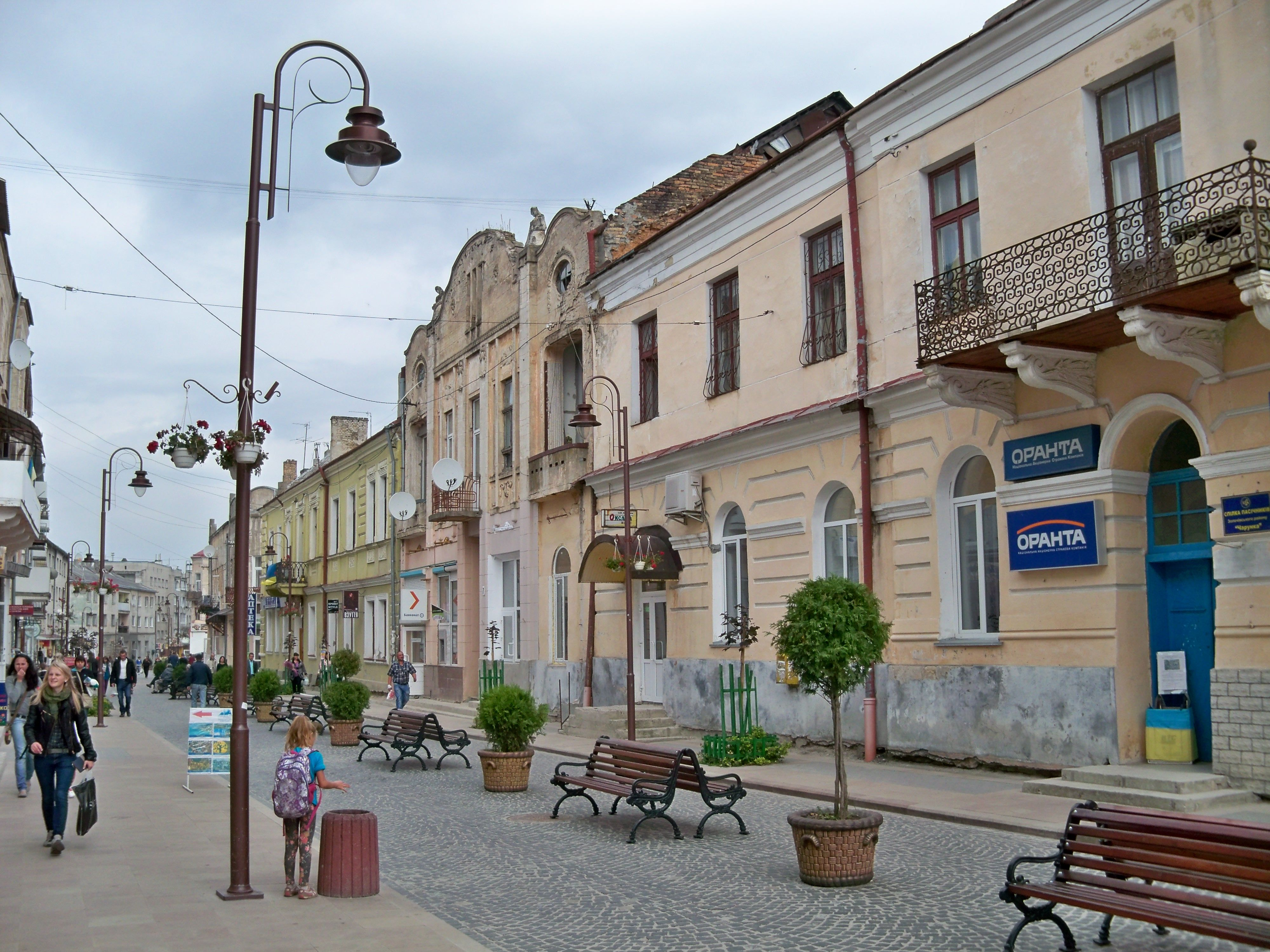

졸로치우(우크라이나어: Золочів , 폴란드어: Złoczew, Złoczów 즈워체프, 즈워추프[*], 이디시어: זלאָטשעװ Zlotshev 즐로체브, 러시아어: Золочев 졸로체프[*])는 우크라이나 서부 리비우주의 최동단에 위치한 도시이고, 리비우의 동쪽에 위치한다. 하르키우주에도 같은 이름의 도시가 있다.